# Departamentul Rocha
Departamentul Rocha este un departament din Uruguay aflat în regiunea de est a țării. Se învecinează cu departamentul Maldonado la vest, cu departamentul Lavalleja la nord-vest, cu departamentul Treinta y Tres la nord, în timp ce la nord-est Laguna Merín face parte din granița sa cu Brazilia, iar la capătul sudic al lacului se învecinează și cu extremitatea cea mai sudică a Braziliei, cu orașul Chuy „împărțit” între ambele țări, granița trecând prin principalul său bulevard comercial.
Rocha are frumuseți naturale precum Cabo Polonio, Valizas, Parcul Național Santa Teresa. Este bine cunoscut pentru stațiunile sale de plajă, precum Punta del Diablo sau La Esmeralda, care se pline de vizitatori în timpul vacanțelor de vară.

## Istorie
La 7 iulie 1880, departamentul Rocha s-a format dintr-un teritoriu care aparținea departamentului Maldonado de la prima împărțire a Republicii în departamente în 1819.

## Populație și demografie
În urma recensământului din 2011, Departamentul Rocha avea o populație de 68.088 de locuitori (33.269 bărbați și 34.819 femei) și 46.071 gospodării.
Date demografice pentru Departamentul Rocha în 2010:
- Rata de creștere a populației: -0,082%
- Rata natalității: 14,04 nașteri/1.000 de persoane
- Rata mortalității: 10,44 de decese/1000 de persoane
- Vârsta medie: 35,0 (34,0 bărbați, 36,0 femei)
- Speranța de viață la naștere:
  - Total populație: 75,82 ani
  - Bărbați: 72,17 ani
  - Femei: 79,43 ani
- Venitul mediu pe gospodărie: 19.978 pesos/lună
- Venit urban pe cap de locuitor: 8.635 pesos/lună